# Verlaine (prowincja Liège)
Verlaine (wa. Verlinne) – miejscowość i gmina (commune) w Belgii, w Regionie Walońskim, w prowincji Liège, w okręgu Huy. 1 stycznia 2024 roku liczyła 4361 mieszkańców.

## Podział administracyjny
W skład gminy wchodzą trzy dzielnice (section):
- Bodegnée
- Chapon-Seraing
- Seraing-le-Château